# Diver Down
| 평가 점수                          | 평가 점수 |
| 출처                               | 점수      |
| ---------------------------------- | --------- |
| AllMusic                           | [ 1 ]     |
| Christgau's Record Guide: The '80s | B−        |
| Rolling Stone                      | [ 3 ]     |

《Diver Down》은 1982년 4월 14일에 발매된 미국의 하드 록 밴드 반 헤일런의 다섯 번째 스튜디오 음반이다. 이 음반은 미국에서 65주 동안 음반 차트에 참여했고 1998년까지 미국에서 4백만 장이 팔렸다. 그것은 현재까지 그들의 가장 짧은 음반이다.

## 배경
음반 커버 삽화는 많은 미국 관할 지역에서 사용되는 다이버 다운 플래그를 보여준다(이것은 스쿠버 다이버가 현재 이 지역에 잠겼음을 나타낸다). 1982년 실비 시몬즈(1982년 6월 23일 《사운즈》)와의 인터뷰에서 데이빗 리 로스는 이 커버에 대해 "당신의 눈에는 분명하지 않은 일이 벌어지고 있다는 것을 암시하기 위한 것이라고 말했습니다. 하얀색 슬래시로 붉은색 깃발을 내걸었군요. 많은 사람들이 반 헤일런에게 일종의 심연으로 다가갑니다. 즉, 표면 아래에서 무슨 일이 일어나고 있는지는 눈에 즉시 드러나지 않습니다." 이 음반의 뒷면 커버에는 1981년 10월 24일 플로리다주 올랜도의 탠저린 볼 무대에서 반 헤일런의 리차드 아론이 롤링 스톤스의 세트 오프닝을 마무리하면서 찍은 사진이 실려 있다.

## 곡 목록
모든 곡들은 특별한 언급이 없는 한 에디 반 헤일런, 알렉스 반 헤일런, 데이비드 리 로스 그리고 마이클 앤서니에 의해 작사/작곡하였다.
| #  | 제목                                    | 작사·작곡                | 재생 시간 |
| -- | --------------------------------------- | ------------------------ | --------- |
| 1. | 〈Where Have All the Good Times Gone!〉 | 레이 데이비스            | 3:02      |
| 2. | 〈Hang 'Em High〉                       |                          | 3:28      |
| 3. | 〈Cathedral〉 (기악)                    |                          | 1:20      |
| 4. | 〈Secrets〉                             |                          | 3:25      |
| 5. | 〈Intruder〉 (기악)                     |                          | 1:39      |
| 6. | 〈(Oh) Pretty Woman〉                   | 윌리엄 디스, 로이 오비슨 | 2:53      |

| #   | 제목                                    | 작사·작곡                               | 재생 시간 |
| --- | --------------------------------------- | --------------------------------------- | --------- |
| 7.  | 〈Dancing in the Street〉               | 마빈 게이, 아이비 헌터, 윌리엄 스티븐슨 | 3:43      |
| 8.  | 〈Little Guitars (Intro)〉 (기악)       |                                         | 0:42      |
| 9.  | 〈Little Guitars〉                      |                                         | 3:47      |
| 10. | 〈Big Bad Bill (Is Sweet William Now)〉 | 밀튼 아거, 잭 옐렌                      | 2:44      |
| 11. | 〈The Full Bug〉                        |                                         | 3:18      |
| 12. | 〈Happy Trails〉                        | 데일 에반스                             | 1:03      |

## 인증
| 국가                       | 인증        | 판매량/출하량 |
| -------------------------- | ----------- | ------------- |
| 캐나다 (뮤직 캐나다)       | 플래티넘    | 100,000^      |
| 미국 (RIAA)                | 4× 플래티넘 | 4,000,000^    |
| ^출하량을 기반으로 한 인증 |             |               |